# Міловський Потік
Міловський Потік (пол. Milowski Potok) — річка в Польщі, у Живецькому повіті Сілезького воєводства. Права притока Соли, (басейн Балтійського моря).

## Опис
Довжина річки приблизно 5,78 км, найкоротша відстань між витоком і гирлом — 5,13 км, коефіцієнт звивистості річки — 1,13 .

## Розташування
Бере початок під Халою Борачою гірського масиву Прусова та Сухої Гори у Бескиді Живецькому. Тече переважно на північний захід і у південно-східній частині села Мілувки впадає у річку Солу, праву притоку Вісли.

## Цікаві факти
- Понад річкою пролягає туристична дорога.
- На правому березі річки розташований гірський парк «Лісове Місто».[1]